# Lynchia jactatrix
Lynchia jactatrix är en tvåvingeart som beskrevs av Maa 1969. Lynchia jactatrix ingår i släktet Lynchia och familjen lusflugor. Inga underarter finns listade i Catalogue of Life.